# Ernst Vilhelm Ostrup
Ernst Vilhelm Østrup (1845-1917) fue un botánico, algólogo danés, especializado en diatomeas.

## Algunas publicaciones
- Ferskvands-Diatoméer fra Øst-Grønland. Meddelelser om Grønland 15: 251-290. 1898

- Beiträge zur Kenntnis der Diatomeenflora des Kossogolbeckens in der nordwestlichen Mongolei. Hedwigia 48 (1-2): 74-100. 1909

- Danske Diatoméer. C.A. Reitzel, København. 323 pp. 1910

- Diatoms from North-east Greenland (N of 76 N.Lat.) collected by the Denmark Expedition. Meddelelser om Grønland 43 (10): 193-256. 1910

- Diatomaceæ ex insulis Danicis Indiæ Occidentalis imprimis a F. Børgesen lectæ. Dansk Botanisk Arkiv vol. 1 (1): 1-29. 1913

- Marine diatoms from the coasts of Iceland Archivado el 7 de marzo de 2008 en Wayback Machine.. Botánica de Islandia, editó L. Kolderup Rosenvinge & E. Warming, J. Frimodt, Copenhague, John Wheldon and Co. Londres; Vol. 1, Parte 2, pp. 345-394. 1916

- Fresh-water diatoms from Iceland. Botánica de Islandia, editó L. Kolderup Rosenvinge & E. Warming, J. Frimodt, Copenhague, John Wheldon & Co. Londres; Vol. 2, Parte 1, pp. 1-100. 1918

## Honores

### Eponimia
Diatomea
Género
- Oestrupia Heiden

Especies
- Diploneis oestrupii Hustedt
- Surirella oestrupii Gran
- Navicula oestrupii Cleve

- La abreviatura «Østrup u Ostrup» se emplea para indicar a Ernst Vilhelm Ostrup como autoridad en la descripción y clasificación científica de los vegetales.[2]